# Boris Eltsine
Boris Nikolaïevitch Eltsine ou Ieltsine (en russe : Бори́с Никола́евич Е́льцин [bɐˈrʲis nʲɪkɐˈlaɪvʲɪtɕ ˈjelʲtsɨn] ), né le 1er février 1931 à Boutka (en) (oblast de Sverdlovsk) et mort le 23 avril 2007 à Moscou, est un homme d'État russe, président de la fédération de Russie du 10 juillet 1991 au 31 décembre 1999.
Membre du Parti communiste de l'Union soviétique (PCUS) à partir des années 1960, il est élu président du Præsidium du Soviet suprême de la république socialiste fédérative soviétique de Russie en 1990, ce qui fait de lui le premier président non-communiste d'une république soviétique.
L'année suivante, il joue un rôle-clé dans l'échec du putsch de Moscou et marginalise Mikhaïl Gorbatchev. En quelques mois, son action contribue à la dissolution de l'Union soviétique ; il l'emporte lors de l'élection présidentielle de 1991. Cinq ans plus tard, alors qu’il est malade et que ses politiques sont impopulaires, il est réélu sur fond de suspicions de fraudes face au communiste Guennadi Ziouganov.
Sa présidence est marquée par une succession de crises et scandales. Alors qu’il procède à d’importantes privatisations, une classe d’oligarques émerge, la corruption devient endémique et la situation économique et sociale du pays se dégrade fortement. Il doit faire face à une crise constitutionnelle avec le Congrès des députés en 1993, puis à la guerre de Tchétchénie de 1994-1996.
De plus en plus affaibli par la maladie et réputé alcoolique, il démissionne après huit ans de présidence. Vladimir Poutine, qu'il a nommé président du gouvernement peu auparavant, lui succède. Boris Eltsine ne prend ensuite plus part au débat public.

## Biographie

### Origines modestes
Boris Eltsine est l'aîné des trois enfants de Klaudia Vassilievna et Nikolaï Ignatievitch Eltsine, un homme qui, en éducation, ne croyait qu'à la manière forte. Il a une enfance difficile dans une famille préoccupée par sa survie. En 1935, le père de Boris Eltsine déménage la famille à Berizniki et il devient ouvrier au chantier de construction d'un complexe industriel. La famille connaît l'inconfort et la promiscuité, dormant à même le sol de l'unique pièce qu'elle occupe dans un baraquement en bois. Enfant, Boris Eltsine est animé d'une énergie qui lui vaut d'être élu délégué de classe pendant toutes ses études. Sur le plan scolaire, il ne connaît jamais de difficultés. Pendant la guerre, il vole deux grenades RGD 33 dans un dépôt militaire, les fait exploser et perd deux doigts de la main gauche (le pouce et l'index). Boris est bagarreur. Il doit son nez de boxeur à un coup de bâton reçu lors d'une de ses rixes.

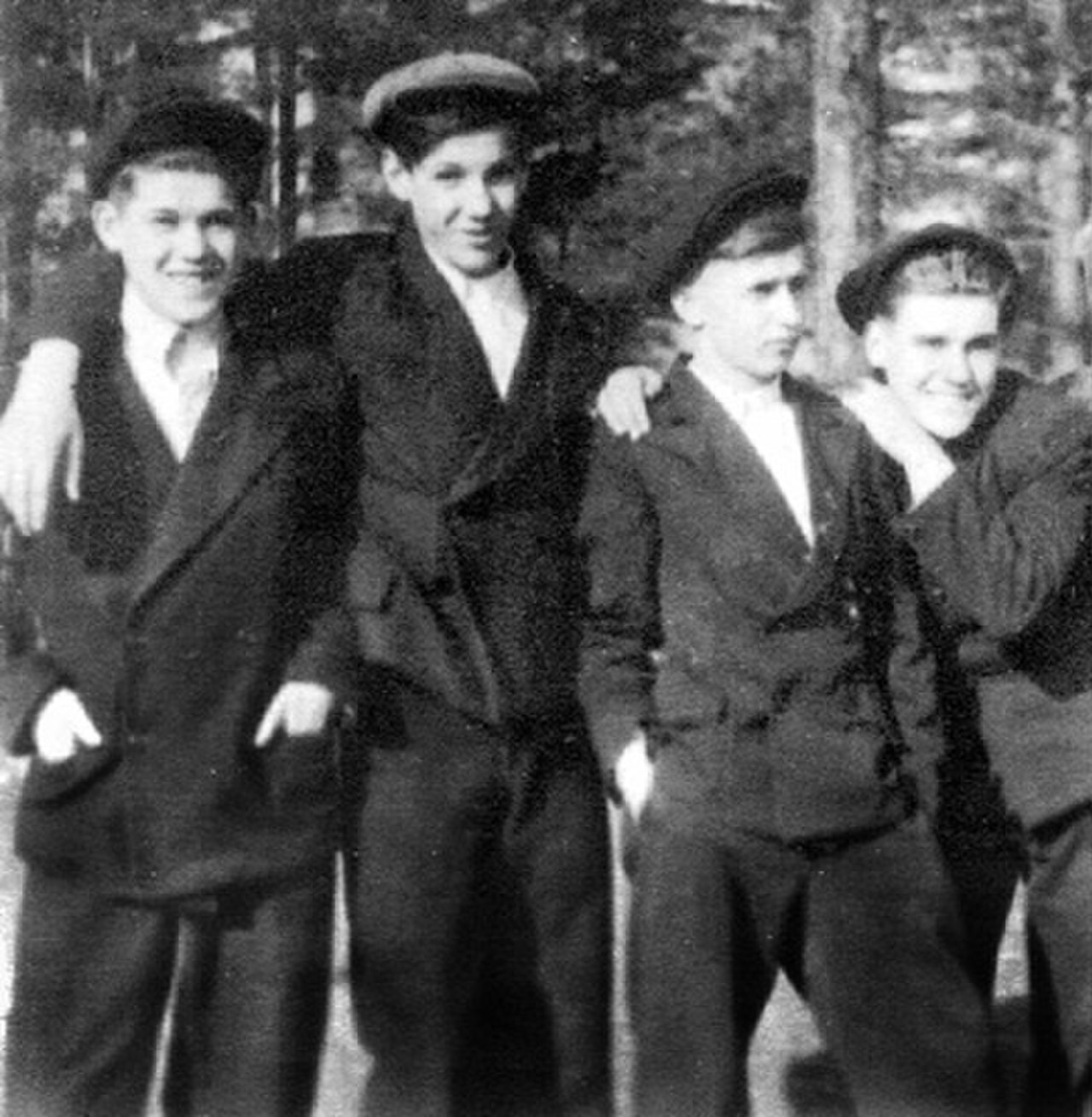
Eltsine dans les années 1940 (le second à gauche)

Dans son autobiographie, intitulée Jusqu'au bout !, il raconte que, très jeune, il a dû se battre contre la bêtise et la méchanceté. Lors de la remise de son diplôme de fin d'études, la fête bat son plein et Boris demande la parole. Devant les enseignants, les parents et les élèves, il accuse l'institutrice principale de l'école de sadisme. La direction de l'école, scandalisée, décide de lui retirer son diplôme, geste qui lui ferme automatiquement les portes de toutes les écoles de l'Union soviétique. Le jeune Boris conteste la décision tant et si bien qu'on ouvre une enquête sur le travail de l'institutrice principale et qu'on lui rend son diplôme. L'institutrice, elle, est renvoyée. Dès cette époque, le jeune Eltsine se passionne pour plusieurs sports, mais c'est le volley-ball qui l'emporte. Il deviendra champion au niveau régional.
L'adolescent Eltsine est fasciné par les bateaux. Il fait une demande pour entrer dans la section construction de l'Institut polytechnique de l'Oural, à Sverdlovsk. Parallèlement à ses études, il fait partie de l'équipe de volley-ball de la ville. Il lui faut sillonner son pays pour participer aux compétitions de volley-ball. Pour obtenir son diplôme d'ingénieur, Boris Eltsine rédige un mémoire sur les tours de télévision.
Boris Eltsine se présente en septembre 1955 à l'usine de construction de tuyauterie lourde où on l'a affecté. Il consacre une année à l'apprentissage pratique de 12 spécialités de la construction. Cette année terminée, le jeune travailleur se sent prêt à devenir contremaître. Aussitôt nommé, il entreprend de lutter contre le vol, auquel sont habitués les ouvriers du bâtiment. Boris Eltsine s'est toujours présenté comme un homme de terrain.
Alors qu'il dirige une équipe de prisonniers, le jeune contremaître décide de leur verser un salaire au mérite plutôt que leur salaire habituel. Son mode de calcul fait en sorte que le salaire des détenus diminue de plus de la moitié. Un détenu se présente à son bureau armé d'une hache et le somme de rétablir l'ancien ordre de paie. Boris Eltsine refuse. Le détenu menace de l'abattre, mais le contremaître lui crie de déguerpir. Ce que l'autre, complètement désarçonné, fait sur-le-champ. De 1956 à 1963, Boris Eltsine occupe, après celui de contremaître, les postes de chef de chantier, d'ingénieur en chef, puis de chef de la direction de la construction d'un complexe de travaux publics.

### Au sein du Parti communiste soviétique
Il adhère en 1961 au Parti communiste de l'Union soviétique et devient en 1969 fonctionnaire du parti. Eltsine est, à partir de 1977, à la tête de la section du parti de l'oblast de Sverdlovsk ; c'est à ce titre qu'il dirige la démolition de la villa Ipatiev (décidée par Mikhaïl Souslov, membre du politburo), où furent exécutés Nicolas II et sa famille en 1918.
Aussitôt élu, il présente un court programme d'action fondé sur le principe du souci des gens. Il entreprend ensuite de renouveler les effectifs au plus haut niveau. Il décide de visiter une fois tous les deux ans les 63 agglomérations que compte la région de Sverdlovsk et d'organiser des rencontres avec les travailleurs. C'est la « période de stagnation », pendant laquelle le pays est laissé à l'abandon par Brejnev.
En 1978, Mikhaïl Gorbatchev est élu secrétaire au comité central chargé de l'agriculture. Boris Eltsine a connu le nouveau secrétaire alors qu'il était premier secrétaire du comité de Stavropol. À cette époque, les deux hommes s'entraidaient, Eltsine fournissant des matériaux de construction à Gorbatchev, tandis que ce dernier donnait de la nourriture à Boris Nikolaïevitch. Après l'élection de Gorbatchev, leurs relations restent au beau fixe pendant un certain temps.
En 1981, Boris Eltsine est élu membre du comité central.
En 1984, il devient membre du présidium du Soviet suprême, puis chef du Département de la construction au comité central du Parti communiste de l'Union soviétique (PCUS), avant d'être élu secrétaire du comité.
Quelques mois après cette élection, le 22 décembre 1985, le Politburo du Parti communiste de l'Union soviétique confie à Eltsine la direction du parti de Moscou. Il remplace les apparatchiks au bureau du comité de ville et 23 des 33 premiers secrétaires de comité de district qui, selon lui, ralentissent la perestroïka, ou restructuration de l'économie, de la machine du parti et de la bureaucratie. Pour Boris Eltsine, ces apparatchiks ne cherchent qu'à assurer leur bien-être.
Le premier secrétaire s'attaque ensuite aux problèmes de Moscou : surpeuplement, queues interminables, transports bondés, saleté, drogue, prostitution et corruption. Eltsine démembre les organisations qui perçoivent des pots-de-vin dans les magasins d'État. Il se fait remarquer non seulement par son activité débordante, mais aussi par son franc-parler.
Il organise des rencontres avec le peuple et prend l'autobus et le métro avec des ouvriers pour constater par lui-même la situation dans les transports en commun, et pour les écouter critiquer les chefs politiques. Boris Eltsine prend aussi position en faveur de la perestroïka. Pour lui, celle-ci exige qu'on retire leurs privilèges aux apparatchiks et il ne peut comprendre les hésitations de Gorbatchev. Ses déclarations irritent le Politburo, qui y voit une marque de démagogie. Pourtant, en février 1986, il est élu membre suppléant du bureau politique.
Lors d'une réunion du comité central, le 21 octobre 1987, l'ordre du jour porte essentiellement sur le rapport que Gorbatchev doit présenter le 2 novembre, lors des célébrations du 70e anniversaire de la révolution d'Octobre. Boris Eltsine demande la parole pour dénoncer les lenteurs de l'appareil du comité central et du secrétariat, qui ruinent toutes ses tentatives pour assainir la situation dans la capitale. Il accuse aussi le secrétariat national, et nommément Egor Ligatchev, le numéro deux du parti, d'intervenir dans le choix des responsables de la ville et des arrondissements. Il clame : « Les corrompus, les pourris sont ici même, parmi nous, et vous le savez parfaitement ! ». Son intervention provoque un tollé. Ligatchev adopte le ton de celui qui a été injustement accusé. Suit une offensive généralisée. On accuse Boris Eltsine de tous les crimes. Ceux qui ne prennent pas le micro lui crient leur hostilité de leur place. Le camarade Eltsine est forcé de faire son autocritique et sort complètement démoralisé de cette séance. Plusieurs sources attestent qu'il a eu un malaise cardiaque à la suite de cette réunion et qu'il a dû être hospitalisé.
Le 11 novembre, la sanction tombe. Au cours d'une réunion du comité moscovite du parti, Boris Eltsine est démis de ses fonctions. Depuis l'arrivée de Gorbatchev à la tête du comité central, de nombreux membres du parti ont été renvoyés, mais c'est la première fois qu'un homme nommé par le secrétaire général — et qui est, de plus, un ardent défenseur de la perestroïka — est limogé. L'éviction de Boris Eltsine représente une victoire pour les conservateurs. Le 18 novembre, le disgracié est nommé vice-président du comité pour la construction, ce qui correspond à un poste ministériel. Boris Eltsine reste membre suppléant du Politburo. Le 18 février 1988, il est « libéré » de ce poste.
Le purgatoire d'Eltsine ne dure pas longtemps. Le 1er mai 1988, on le retrouve sur les tribunes du défilé de la place Rouge. Un mois plus tard, il accorde une entrevue à la chaîne de télévision américaine CBS, et une autre à la BBC de Londres. Il réclame la démission d'Egor Ligatchev, qu'il accuse d'être le « principal responsable » du retard de la perestroïka et de s'opposer à la diminution des privilèges pour les membres de l'appareil.

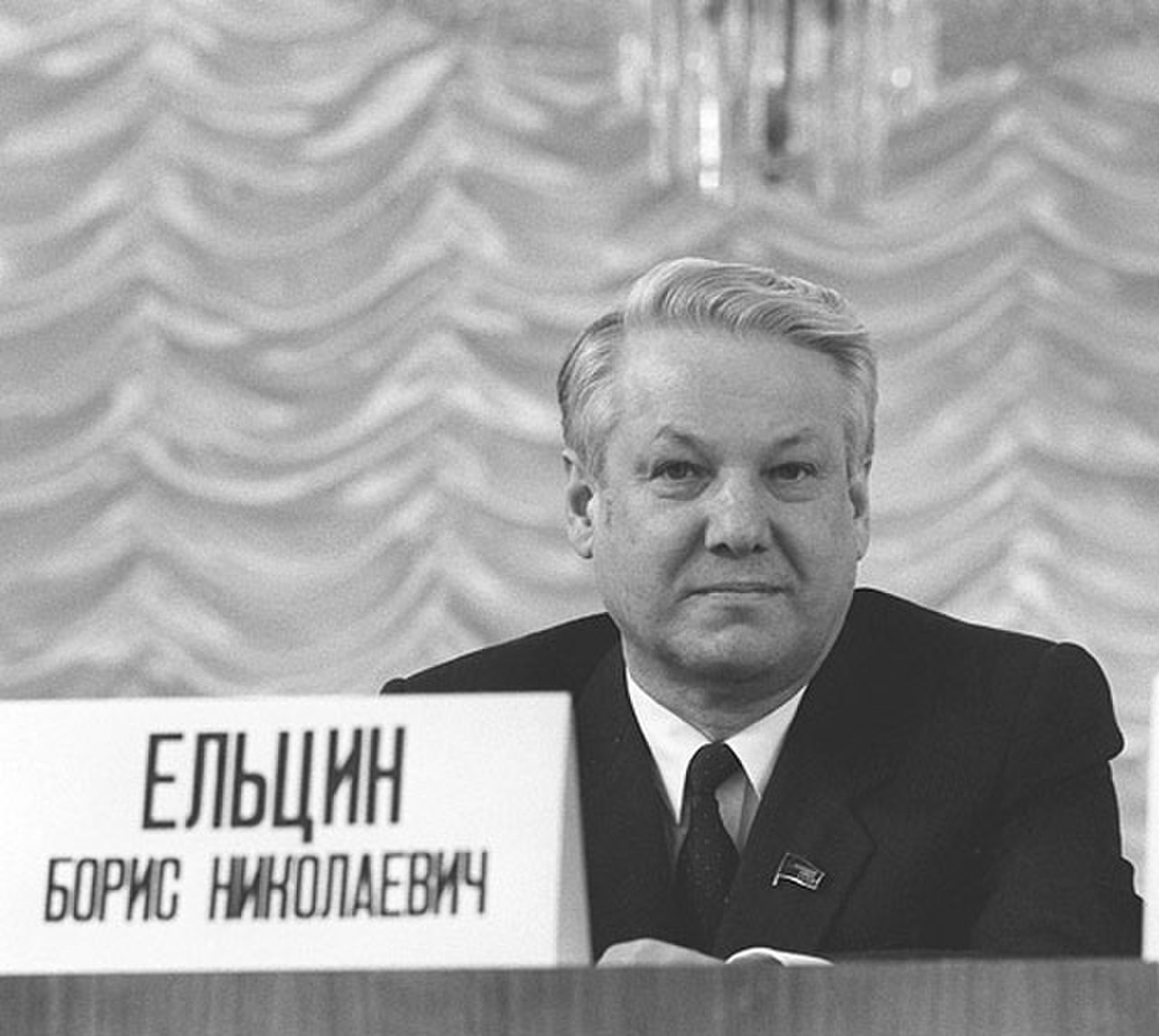
Boris Eltsine, le 21 février 1989.

Le 14 janvier 1989, un pas important est franchi en vue de son retour en politique. Une foule en délire dans un district de Moscou choisit Boris Eltsine comme son candidat en vue des élections au « Congrès des députés du peuple » du Soviet suprême. Peu après son élection comme candidat à la députation, il se prononce en faveur du multipartisme, que Mikhaïl Gorbatchev a dénoncé un mois plus tôt. Ses déclarations lui valent de plus en plus de popularité. Boris Eltsine s'attire bientôt la sympathie des intellectuels.
Le 26 mars, 89,44 % de l'électorat moscovite vote pour Boris Eltsine au cours des premières élections libres depuis l'avènement du régime communiste. Ce scrutin est marqué également par une poussée des candidats réformateurs et la défaite de nombreux conservateurs. Au milieu du mois de juillet, l'Union soviétique est paralysée par les grèves et menaces de grève. Boris Eltsine et Andreï Sakharov, élu lui aussi, forment, avec les 269 députés du Soviet suprême qui favorisent une accélération des réformes, un groupe parlementaire appelé Groupe interrégional, pour faire entendre leurs voix. C'est une première en URSS depuis le début des années 1920. En avril 1990, Boris Eltsine publie Jusqu'au bout !. Deux mois avant la sortie de ses mémoires, journaux et magazines en publient des extraits, faisant leurs choux gras de ses démêlés avec Mikhaïl Gorbatchev.

### Dirigeant de la Russie

#### 1990
En février et mars 1990, des élections législatives (en) ont lieu dans toutes les républiques, sauf en Géorgie où elles ne se tiennent qu'en octobre. En Russie, le scrutin est fixé au 4 mars. Le Bloc démocratique, dont fait partie Eltsine, a le vent en poupe. À Moscou, une manifestation en faveur de la démocratie attire 100 000 personnes. Le 4 mars, le Bloc démocratique remporte tous les sièges à Moscou et Leningrad, en Sibérie et dans le Grand Nord. Boris Eltsine est élu député de Sverdlovsk par 80 % des voix.
Pendant ce temps, Mikhaïl Gorbatchev fait amender la constitution pour créer le poste de président de l'URSS et s'y fait élire, le 14 mars, par les députés soviétiques et non par le peuple. La première réunion des 1 062 députés du congrès de Russie a lieu le 16 mai. Ils doivent élire le président du Soviet suprême de la république socialiste fédérative soviétique de Russie et les quelque 400 députés du Soviet suprême russe. Trois candidats sont en lice : Boris Eltsine, le Premier ministre Aleksandr Vlassov (en) (favori de Gorbatchev) et un ultraconservateur.
Au premier tour de scrutin, Eltsine rate la majorité absolue par 23 voix. Gorbatchev met tout en œuvre pour empêcher son élection. Rassuré après plusieurs tours de scrutin, il part en visite officielle au Canada et aux États-Unis. Le 29 mai, Boris Eltsine défait Vlassov.
Moscou est dorénavant l'hôte de deux pouvoirs opposés : celui de l'Union soviétique, représenté par Gorbatchev, et celui de la Russie, incarné par Eltsine. Or, la République socialiste fédérative soviétique de Russie occupe 76 % du territoire de l'URSS et compte 52 % de sa population. Le pays est au bord de l'effondrement moral et politique.
Le lendemain de son élection, Boris Eltsine propose de rendre la république socialiste fédérative soviétique de Russie « autonome en tout » dans les 100 jours, tout en souhaitant maintenir le dialogue avec Gorbatchev. Une guerre des lois et des compétences avec le pouvoir central communiste s'engage alors. Le congrès de Russie adopte, le 8 juin, un texte proclamant la supériorité des lois russes sur les lois soviétiques, quatre jours avant d'adopter une déclaration de souveraineté. Le 12 juin, la première rencontre entre les présidents des républiques a lieu sous la présidence de Gorbatchev. Boris Eltsine y apporte la déclaration de souveraineté toute fraîche, se plaçant du côté des républiques qui proclament leur indépendance. C'est au cours de cette rencontre qu'est lancée l'idée d'une réforme de l'Union soviétique selon le principe de la « géométrie variable », qui comprenait des « éléments de fédération, de confédération et de communauté », selon les termes d'un porte-parole de Gorbatchev. Moins d'un mois plus tard se tient le 28e congrès du PCUS, qui reconduit le secrétaire général dans ses fonctions. Boris Eltsine quitte le congrès du PCUS après avoir rendu sa carte de membre du parti.
Le 19 juillet 1990, le Parlement russe décide de s'approprier les banques et caisses d'épargne, une mesure déclarée aussitôt illégale par le président Gorbatchev.
Le 23 juillet, une commission russo-soviétique est mise sur pied pour rédiger un programme économique commun. Elle achève ses travaux cinq semaines plus tard. Les présidents russe et soviétique apparaissent ensemble le 30 août à la télévision pour dévoiler le plan économique conjoint qui doit permettre à l'économie communiste de passer à une économie de marché en 500 jours. Les 100 premiers jours seront consacrés à mettre en place les conditions du changement, et les 100 jours suivants à des privatisations stratégiques. Puis, on prendra 100 jours pour stabiliser la monnaie avant de relancer la demande dans les 100 jours qui suivront, pour enfin consacrer 100 jours au démarrage de la croissance.
Le Soviet suprême de Russie adopte ce plan le 12 septembre. Le Soviet suprême d'URSS le rejette le 16 octobre, en adoptant un plan du Premier ministre soviétique (en) Nikolaï Ryjkov.
Le président russe est victime d'un accident de voiture le 21 septembre. Deux jours plus tard, Gorbatchev en profite pour demander à son Parlement de lui accorder des pouvoirs exceptionnels. Le retrait temporaire d'Eltsine de la vie publique favorise les conservateurs.
Pendant tout le mois d'octobre se produit une révolution de palais au Kremlin. Les conseillers de Gorbatchev qui sont partisans de la cohabitation avec Eltsine sont boutés dehors.
L'Union soviétique est en train de se désagréger et le régime soviétique s'attaque sur tous les fronts à la montée des nationalismes. En novembre, Eltsine signe avec l'Ukraine et le Kazakhstan des traités dans lesquels les républiques reconnaissent leurs souverainetés respectives. Le 17 novembre, Mikhaïl Gorbatchev présente un projet qui vise à lui assurer une majorité automatique contre la Russie et les grandes républiques lors des réunions du Conseil de la fédération. Le Soviet suprême de l'URSS adopte ce plan avec enthousiasme. Le Parlement soviétique renforce les pouvoirs du président de l'URSS.
Si l'Union soviétique se désagrège, le régime communiste s'effrite malgré toutes ses menées pour garder le statu quo. Le 25 décembre, Gorbatchev fait adopter par le congrès des députés soviétiques le projet d'un nouveau traité d'union sans avoir consulté les républiques. En vertu de ce texte, la souveraineté de l'État est réservée au niveau central. La veille, il a annoncé la tenue d'un référendum sur l'Union sur tout le territoire de l'État soviétique.

#### 1991

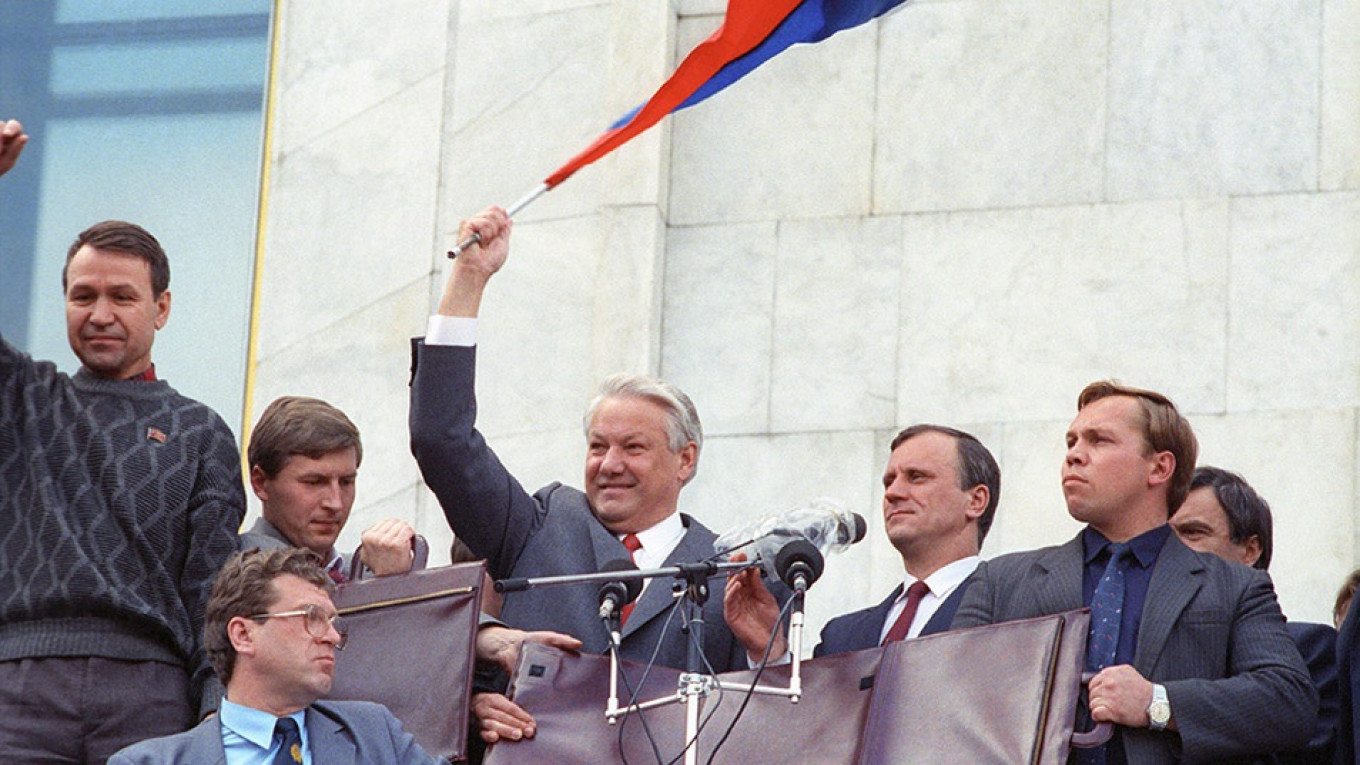
Boris Eltsine annonçant la fin du putsch de Moscou, le 22 août 1991.

L'année 1991 est marquée par l'affrontement ouvert entre Eltsine et Gorbatchev. Dans la nuit du 12 au 13 janvier, l'armée soviétique prend d'assaut la tour de télévision de Vilnius, en Lituanie. L'armée tire sur les manifestants, faisant 15 morts et plus de 150 blessés. Gorbatchev hésite à aller plus loin et le régime lituanien sort renforcé de ce coup de force raté.
Le 13 janvier, Boris Eltsine condamne l'attaque et reconnaît la souveraineté des États baltes, la Lituanie, l'Estonie et la Lettonie. Le 20 janvier, on manifeste à Moscou pour dénoncer le coup de force. En mars 1991, c'est le référendum sur l'Union qui retient l'attention. Le 9 mars, le projet d'Union est publié et le président russe invite ses partisans à faire la guerre au pouvoir central. Le 10 mars, quelque 300 000 Moscovites manifestent pour demander la démission de Gorbatchev et inciter la population à dire « non » à son référendum, prévu pour le 17 mars. Boris Eltsine est absent de la manifestation, mais ses partisans font jouer un enregistrement dans lequel il déclare que croire en Gorbatchev « a été une erreur et une perte de temps ».
En Russie, deux référendums ont de fait lieu le même jour. Le premier porte sur la conservation de l'Union. Le second, plus important pour Boris Eltsine, porte sur l'élection du président de la fédération de Russie au suffrage universel direct. La proposition sera entérinée à plus de 70 % par le peuple. La première élection présidentielle au suffrage universel est fixée au 12 juin.
Du 17 au 21 avril, le président russe fait une tournée en France, où il est accueilli assez froidement. Le 24 avril, de retour à Moscou, il accepte le principe d'un nouveau texte du traité d'Union.
Le samedi 18 mai marque le lancement officiel de la campagne électorale en vue de l'élection présidentielle. Eltsine le réformateur aura pour adversaires principaux l'ancien premier ministre soviétique, Nikolaï Ryjkov, un conservateur, et l'ancien ministre de l'Intérieur de l'URSS, Vadim Bakatine (en).
La campagne électorale est marquée par les habituelles tentatives de désinformation. Cela n'empêchera pas l'électorat russe, le 12 juin 1991, de faire de Boris Eltsine, à 60 ans, le président de la fédération de Russie, composée de 18 républiques autonomes et de régions autonomes. Eltsine est le grand vainqueur, non seulement parce qu'il a gagné, mais aussi parce que son élection oblige Gorbatchev à se rallier à ses positions.
Le président russe entreprend une tournée aux États-Unis. À son arrivée à Washington, il reconnaît à Gorbatchev le mérite d'avoir mis en route la perestroïka qui a conduit à l'élection du premier président russe au suffrage universel direct. Pendant ce temps, Mikhaïl Gorbatchev subit les critiques de certains des membres les plus influents du Parti communiste. Le 10 juillet, Boris Eltsine est intronisé en grande pompe en présence des représentants de toutes les républiques et avec la bénédiction du patriarche de toutes les Russies.
En août 1991, les conservateurs organisent une tentative de coup d'État pendant les vacances de Mikhaïl Gorbatchev.
Les conjurés veulent empêcher la signature du traité d'Union prévue pour le 20 août, qui annonce la fin de l'URSS. De plus, Boris Eltsine veut faire nommer le premier ministre russe à la tête d'un gouvernement central réduit à coordonner les relations entre les républiques. Enfin, les conservateurs soupçonnent Gorbatchev de vouloir liquider le Parti communiste. La menace de ce coup d'État pèse depuis un an. Le 19 août, les putschistes prononcent l'incapacité du président soviétique, tandis que les chars et véhicules blindés envahissent la capitale. Or, le président russe a des amis et des partisans au sein des forces de sécurité soviétiques, ce qui lui permet d'échapper à l'arrestation et de parvenir sans encombre jusqu'au Parlement russe, malgré les chars qui l'entourent. Eltsine harangue la foule, monté sur un blindé, et appelle les Russes à la désobéissance civile et à la grève générale.
Le soir du 20 août, trois hommes sont tués dans une altercation entre les militaires et la foule. Le lendemain, le nombre de morts s'élève à une dizaine. Aux yeux des Moscovites, les responsables du coup d'État ont conduit l'armée à tirer sur le peuple. Le soir du 21 août, les putschistes qui ne se sont pas suicidés sont envoyés en prison.
Le président russe voudrait tirer profit de l'aventure en plaçant ses hommes aux leviers de commande de l'État fédéral. Gorbatchev le sait et s'empresse de remplacer les putschistes. Le 23 août, le président soviétique affronte le Parlement russe. Devant les caméras de télévision, il tente de disculper ses ministres, mais Eltsine force le président de l'URSS à lire un document prouvant que tous ses ministres, sauf un, soutenaient le coup d'État. Tout le cabinet soviétique est alors remplacé par les hommes d'Eltsine.
Le 25 août 1991, Boris Eltsine suspend les activités du PCUS et confisque ses biens. La suspension sera transformée en dissolution le 6 novembre. Enfin, le sort du Soviet suprême est réglé du 26 au 29 août. Le 5 septembre, c'est le Congrès des députés du peuple de l'URSS qui se saborde.
Le 28 octobre, le président russe dénonce un accord économique signé par les présidents de huit républiques et Gorbatchev, alors qu'il présente son programme économique devant le Parlement de Russie. Le 1er novembre, une réforme de la Constitution russe accorde des pouvoirs renforcés au président. Le 15 novembre, Boris Eltsine décide de cumuler les fonctions de président et de Premier ministre.
L'Union soviétique vit ses dernières heures. Les Ukrainiens votent en faveur de l'indépendance au cours d'un référendum tenu le 1er décembre. Le président russe reconnaît l'indépendance de l'Ukraine avant de retrouver ses homologues des deux autres républiques slaves d'Ukraine et de Biélorussie, Leonid Kravtchouk et Stanislaw Chouchkievitch, à Minsk, la capitale biélorusse, le 8 décembre, pour constater la « disparition de l'URSS » et créer une « communauté d'États indépendants », la CEI.
Gorbatchev tente de s'y opposer, mais ce sera en vain. Le 20 décembre, le gouvernement russe s'empare de la Banque centrale soviétique. Les présidents de 11 ex-républiques soviétiques (les trois républiques baltes d'Estonie, de Lettonie et de Lituanie, ainsi que la Géorgie ayant boycotté la réunion), dont Eltsine, se rencontrent le 21 décembre. Ils adhèrent à la CEI, ce qui consacre la fin de l'Union soviétique et supprime le poste de président de l'URSS. Tous s'entendent pour que le siège de membre permanent au Conseil de sécurité de l'ONU que détenait l'URSS revienne à la Russie. Eltsine et Gorbatchev se rencontrent une dernière fois l'avant-veille de Noël. Le 25 décembre 1991, Gorbatchev annonce sa démission et le président russe prend le contrôle des 27 000 armes nucléaires de l'Union soviétique. Boris Eltsine est désormais le maître de la Russie, mais d'une Russie malade sur les plans économique et politique.

#### 1992
L'année 1992 commence en Russie par la libéralisation des prix. Les consommateurs, confrontés à une économie de marché, font face à une inflation explosive : 200 % pour le seul mois de janvier. Elle atteindra 2 600 % en 1992, et 1 000 % l'année suivante. Le rouble, lui, dégringole. De 220 RBL pour 1 $ US au début de janvier, il passe à 420 RBL à la fin de l'année. Par ailleurs, l'incertitude politique retarde les investissements étrangers. La colère populaire commence à s'installer. Les Russes reçoivent leur salaire, mais il ne suit pas le rythme de l'inflation. Pire, les pensions s'adaptent plus lentement et font des retraités les principales victimes de l'inflation.
Le 17 juin 1992, le président des États-Unis, George H. W. Bush, et Boris Eltsine s'entendent à Washington pour réduire leur arsenal nucléaire des deux tiers. Ce sommet américano-russe sera suivi, en janvier 1993, de la visite du président des États-Unis à Moscou. Ce dernier signe avec Boris Eltsine le traité Start II sur la réduction des armes stratégiques. C'est la fin de la guerre froide.
Boris Eltsine est optimiste, mais pas son vice-président, Alexandre Routskoï, ni le président du Parlement, Rouslan Khasboulatov.
Boris Eltsine souhaite que la CEI se dote d'une défense conventionnelle « unifiée ». Il essuiera un refus sur cette question de la part de l'Ukraine, de la Moldavie et de l'Azerbaïdjan en février. Mais ce refus ne l'arrête pas. Le président signe deux décrets, l'un créant un ministère de la Défense de la fédération de Russie, et l'autre créant les forces armées russes, une armée « multinationale ». La Russie est au bord de l'éclatement, mais, le 31 mai, 18 des 20 républiques autonomes de Russie signent le traité de la fédération de Russie.
En décembre 1992, le président Eltsine remplace le Premier ministre Egor Gaïdar par Viktor Tchernomyrdine. De plus, le président annonce pour le mois d'avril 1993 la tenue d'un référendum destiné à résoudre la crise qui l'oppose au Parlement.

#### 1993

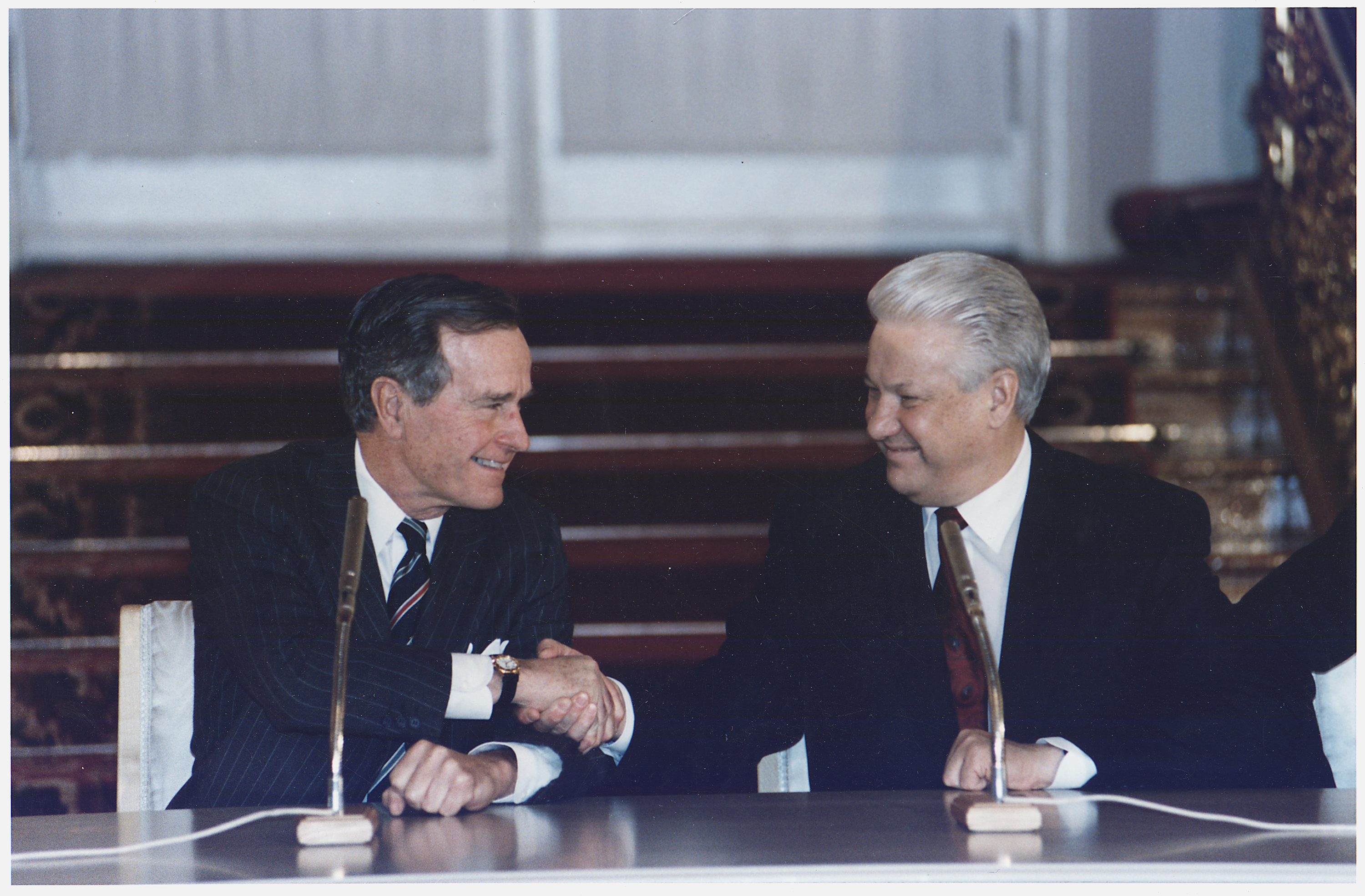
George H. W. Bush et Boris Eltsine lors de la cérémonie de signature du traité Start II dans la salle Saint-Vladimir du kremlin de Moscou, le 3 janvier 1993.

La crise entre Eltsine et le Parlement se prolongera jusqu'au 25 avril, date de la consultation populaire. En mars 1993, les députés refusent de prolonger les pouvoirs d'exception accordés au président. Ils refusent aussi d'organiser le référendum réclamé par le président pour asseoir son autorité. Le 20 mars, Boris Eltsine prive le Congrès des députés de ses pouvoirs en instaurant un système de gouvernement par décrets valable jusqu'au référendum, ce que la cour constitutionnelle dénonce comme étant anticonstitutionnel. Le Parlement décide alors de destituer Eltsine. Le 26 mars, le président échappe à la destitution, sa popularité ayant fait reculer les députés.
C'est finalement 58 % des participants à la consultation populaire qui accorderont leur confiance à Boris Eltsine le 25 avril 1993. Fort de ce résultat, il engage la lutte finale avec le Congrès des députés. Le 29 avril, le président dévoile un projet de Constitution qui renforce ses pouvoirs, projet qui sera ratifié le 12 juillet, au terme d'une conférence constitutionnelle. Boris Eltsine doit faire face à une nouvelle crise politique — un mois et demi plus tard — quand la Banque centrale de Russie retire les roubles mis en circulation avant 1993. En septembre, Boris Eltsine dissout le Parlement et convoque des élections législatives anticipées pour se débarrasser d'un congrès des députés trop communiste à son goût.
Le Parlement vote la destitution de Boris Eltsine et le remplace par le général Alexandre Routskoï. Boris Eltsine décide alors de prendre le Parlement d'assaut, après avoir consulté le président américain Bill Clinton, qui considère que l'assaut est « inévitable pour garantir l'ordre ».
Des supporters du Parlement se rassemblent autour de l'édifice pour le défendre contre les troupes d'élite envoyées par Eltsine. Le patriarche Alexis II sert de négociateur aux deux parties. Son action échoue et le président décrète l'état d'urgence le 3 octobre. Si certaines unités militaires refusent d'ouvrir le feu sur des civils, d'autres, notamment positionnées sur les toits, mitraillent la foule. Le lendemain, Boris Eltsine ordonne à deux commandos spéciaux de donner l'assaut au parlement. Les conjurés se rendent et Routskoï et Khasboulatov sont emprisonnés.
Le bilan officiel de cette journée s'élève à quelque 150 morts, bien que de nombreux journalistes russes le chiffrent à plusieurs centaines. Le bilan de 1 500 morts est jugé le plus crédible. L'état d'urgence ne sera levé que le 18 octobre, 3 jours après que Boris Eltsine eut annoncé la tenue d'un référendum sur la Constitution et des élections législatives. Les deux scrutins sont prévus pour le 12 décembre 1993. Auparavant, le président a suspendu les activités de la Cour constitutionnelle et interdit les journaux d'opposition. Une rafle des migrants illégaux, en particulier caucasiens, est lancée à Moscou dans la foulée de la répression de l'opposition politique et 25 000 personnes sont arrêtées.
Le 5 novembre, le président présente un projet de Constitution qui lui donne plus de pouvoirs. Le 7 novembre, l'anniversaire de la révolution d'Octobre n'est pas célébré, une première depuis 1918.
Le 12 décembre 1993, les Russes adoptent la Constitution proposée par Boris Eltsine, mais seulement 53 % des personnes inscrites ont voté et le projet a été approuvé par 58,4 % des votants. Par ailleurs, le même jour ont lieu les premières élections législatives libres depuis 76 ans. Le Parti libéral-démocrate de Vladimir Jirinovski devance celui de Boris Eltsine (Choix de la Russie (en)) avec presque 23 % des voix. Mais le parti de Boris Eltsine aura plus de sièges à la Douma que le parti de Jirinovski, avec 96 sièges contre 70.

#### 1994

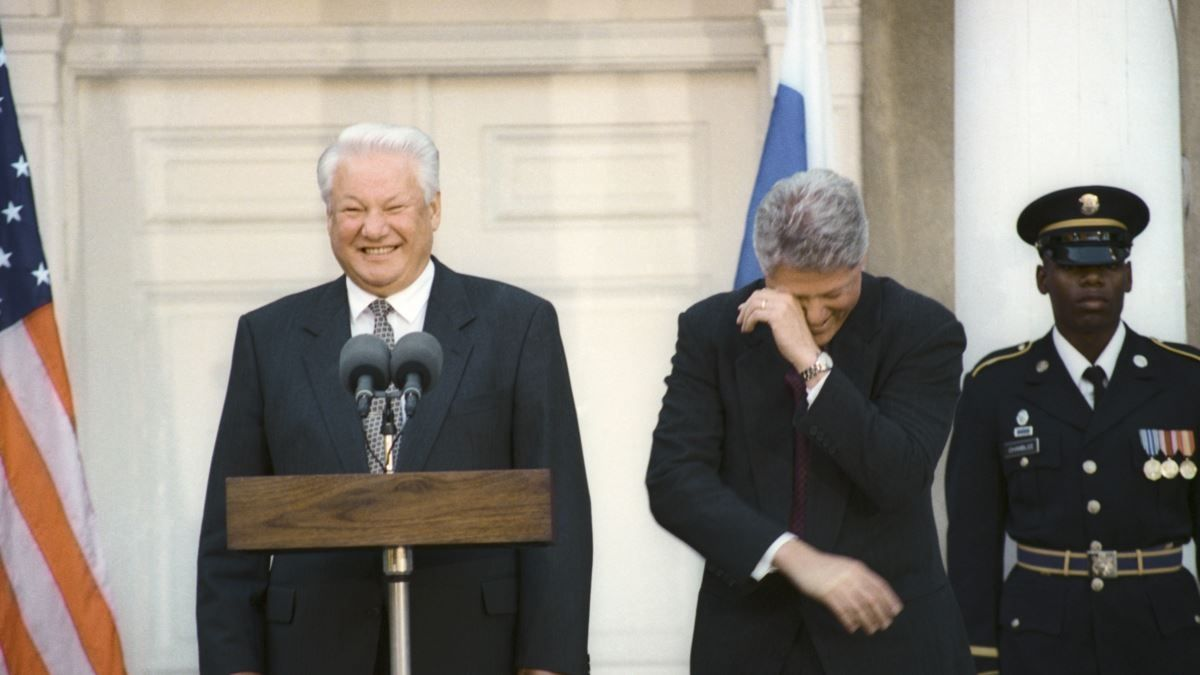
Boris Eltsine et Bill Clinton ayant un fou rire, le 24 octobre 1995.

Eltsine engage une guerre censée être fulgurante et victorieuse en Tchétchénie pour prouver à son peuple que la Russie est encore une superpuissance et asseoir ainsi son autorité à la veille de l'élection présidentielle. Mais au lieu d’un blitz spectaculaire, la guerre s'avère être un échec militaire et humanitaire pour la Russie, qui rencontre une résistance féroce de la part des combattants tchétchènes.
Le taux de chômage passe de moins de 0,1 % en 1991 à 0,8 % en 1992 à 7,5 % en 1994 ; quatre fois plus vite qu'en Biélorussie (0,5 % en 1992 et 2,1 % en 1994), qui a adopté une méthode plus graduelle de libéralisation.
Dans le même temps, souligne une étude comparative entre pays post-communistes du Lancet (2009), le taux de mortalité augmente quatre fois plus vite en Russie qu'en Biélorussie. L'étude constate une corrélation entre les privatisations massives et rapides et l'augmentation du chômage, et entre celle-ci et l'augmentation des taux de mortalité. Elle attribue ainsi une augmentation de plus de 18 % de la mortalité en Russie attribuable aux privatisations massives (et au chômage conséquent, menant entre autres à un accès difficile aux soins (en), à l'augmentation de l'alcoolisme et de comportements alcooliques dangereux — ingestion de substances toxiques — etc.) ; tandis qu'en Biélorussie, l'augmentation du taux de mortalité attribuable aux privatisations, plus progressives, aurait été de 7,7 %. L'étude avance en outre le rôle important du capital social (appartenance à une association, un syndicat, une église, une organisation politique ou sportive, etc.) pour la santé, ce qui expliquerait notamment l'impact beaucoup moins grand de la thérapie de choc en Tchéquie sur la santé publique qu'en Russie. Enfin, l'étude observe que « la stratégie de privatisation, et en particulier de rapides privatisations de masse, modifiait l'effet des privatisations sur les taux de mortalité ».

#### 1995
En 1995, lors des élections législatives, le Parti communiste de la fédération de Russie devient le premier parti du Parlement avec 157 sièges.

#### 1996

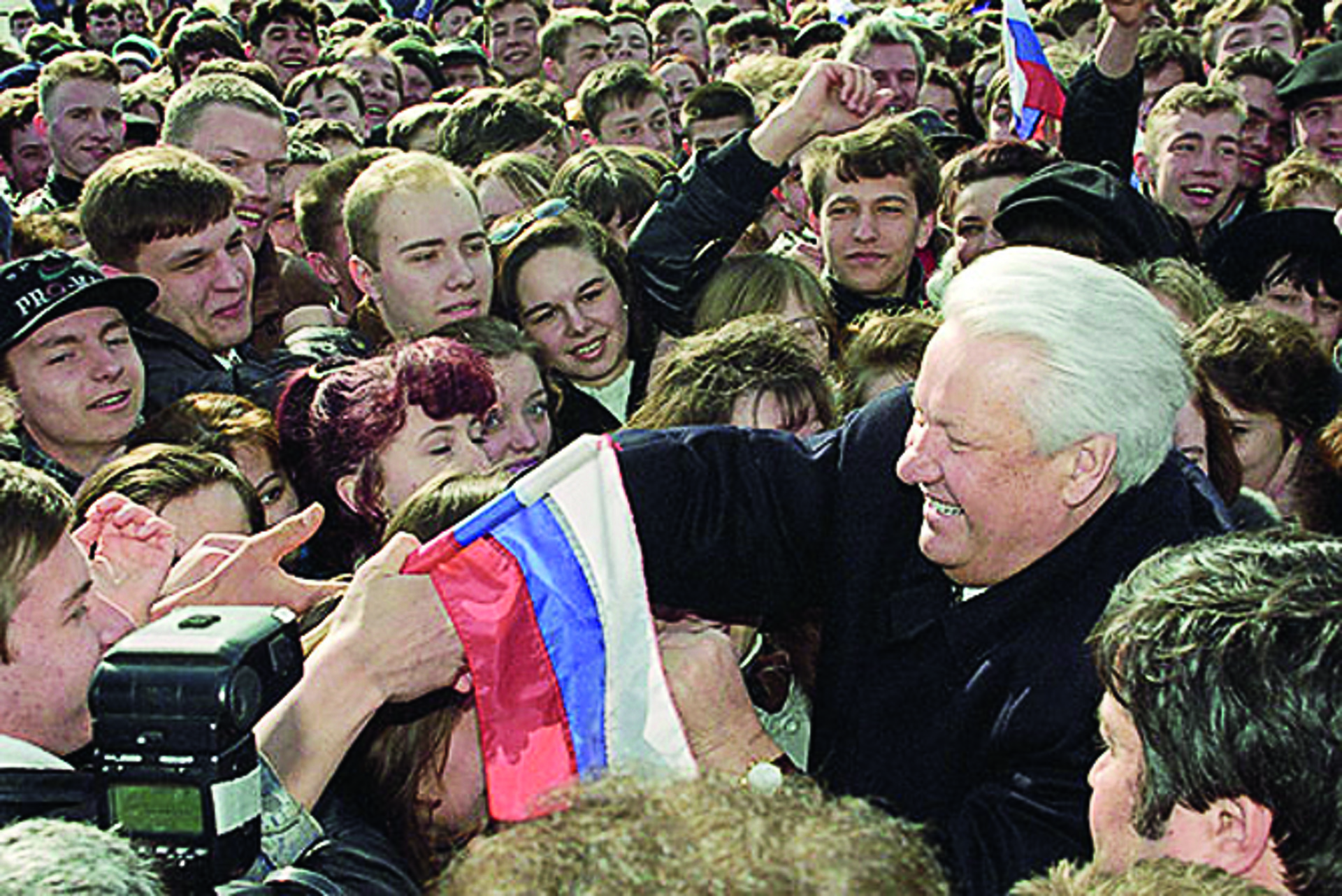
Boris Eltsine, le 4 avril 1996.

Au second tour de l'élection présidentielle russe de 1996, Guennadi Ziouganov, le candidat communiste, recueille 40,3 % des suffrages face aux 53,8 % de Boris Eltsine, dont la victoire surprend. Des fraudes sont dénoncées et certains, dont Dmitri Medvedev, affirment que le scrutin n'aurait en réalité pas été remporté par Eltsine, mais par Ziouganov[réf. nécessaire]. D'après Noam Chomsky et Edward Herman, Boris Eltsine bénéficiait à la veille du scrutin d'une popularité de seulement 8 %, ce qui confirme les soupçons de fraudes massives.
Sans reprendre les accusations de fraudes massives, la journaliste Tania Rakhmanova reconnaît que si Eltsine en dépit d'un lourd handicap — moins de 10 % des intentions de vote au départ, derniers des candidats en lice — a réussi le tour de force d'arriver en tête, c'est d'une part le fait du soutien sans failles des oligarques (dont Boris Berezovski), qui avaient tout à craindre d'un retour des communistes et qui ont apporté un soutien financier jamais vu (on parle de 1 milliard à 1 milliard et demi de dollars) et d'autre part à l'intervention de spécialistes en communication et autres spin-doctors dans la préparation de la campagne,.
Le président américain, Bill Clinton, s'engage également en sa faveur. Il intervient auprès du Fonds monétaire international (FMI) afin de faire octroyer à la Russie un prêt de 10,2 milliards de dollars durant la période préélectorale. Des conseillers américains sont également envoyés, sur instruction de la Maison Blanche, rejoindre l'équipe de campagne du président russe, alors extrêmement impopulaire, pour enseigner de nouvelles techniques de propagande électorale. Plusieurs gouvernements européens manifestent aussi leur soutien à Boris Eltsine. Le Premier ministre français, Alain Juppé, se rend à Moscou le 14 février, jour de l’annonce de la candidature d’Eltsine ; il déclare souhaiter que la campagne électorale soit « l’occasion de mettre en valeur les acquis de la politique de réformes menée par le président Eltsine ». Le chancelier allemand Helmut Kohl se rend le même jour à Moscou, où il présente Eltsine comme « un partenaire absolument fiable, qui a toujours respecté ses engagements ».
La personnalité et l'état de santé de Boris Eltsine ont fait l'objet d'un certain nombre de controverses. Il est décrit comme alcoolique, ce qui a amené certains à douter de sa capacité à assumer ses fonctions. Atteint d'une maladie cardiaque, Boris Eltsine subit plusieurs attaques, notamment en 1995 et 1996, ce qui ne l'empêche pas d'être réélu dans des conditions polémiques face au candidat communiste. Il subit à la fin 1996 un quintuple pontage coronarien.
En 1996, sa fille Tatiana Diatchenko devient sa conseillère officielle. Les observateurs indiquent que l’influence de celle-ci est considérable, qu'elle est la personne la plus influente auprès d'Eltsine, avec Anatoli Tchoubaïs et Viktor Tchernomyrdine,.
À la fin de l'année, la cote de popularité de Boris Eltsine est à 10 %.

#### 1997
Le 27 mai 1997, en présence de Jacques Chirac, Boris Eltsine signe à Paris avec Bill Clinton l'Acte fondateur qui vise à instaurer entre la Russie et l'Otan une paix et une coopération durables.
Il participe au sommet du G8 1997, après que la Russie y a été admise.

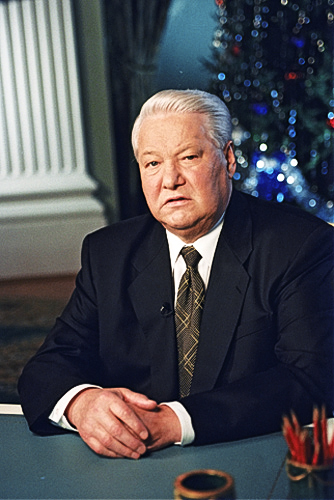
Boris Eltsine annonçant sa démission, le 31 décembre 1999.

#### 1998
La dépression économique a culminé avec la crise financière russe de 1998, marquée par une dévaluation brutale du rouble et un défaut sur la dette russe. En 1998 et 1999, face à cette situation de crise économique, Eltsine change plusieurs fois de Premier ministre : Viktor Tchernomyrdine, Sergueï Kirienko, Ievgueni Primakov, Sergueï Stepachine et Vladimir Poutine se succèdent en moins de deux ans à la tête du gouvernement russe.

#### Démission

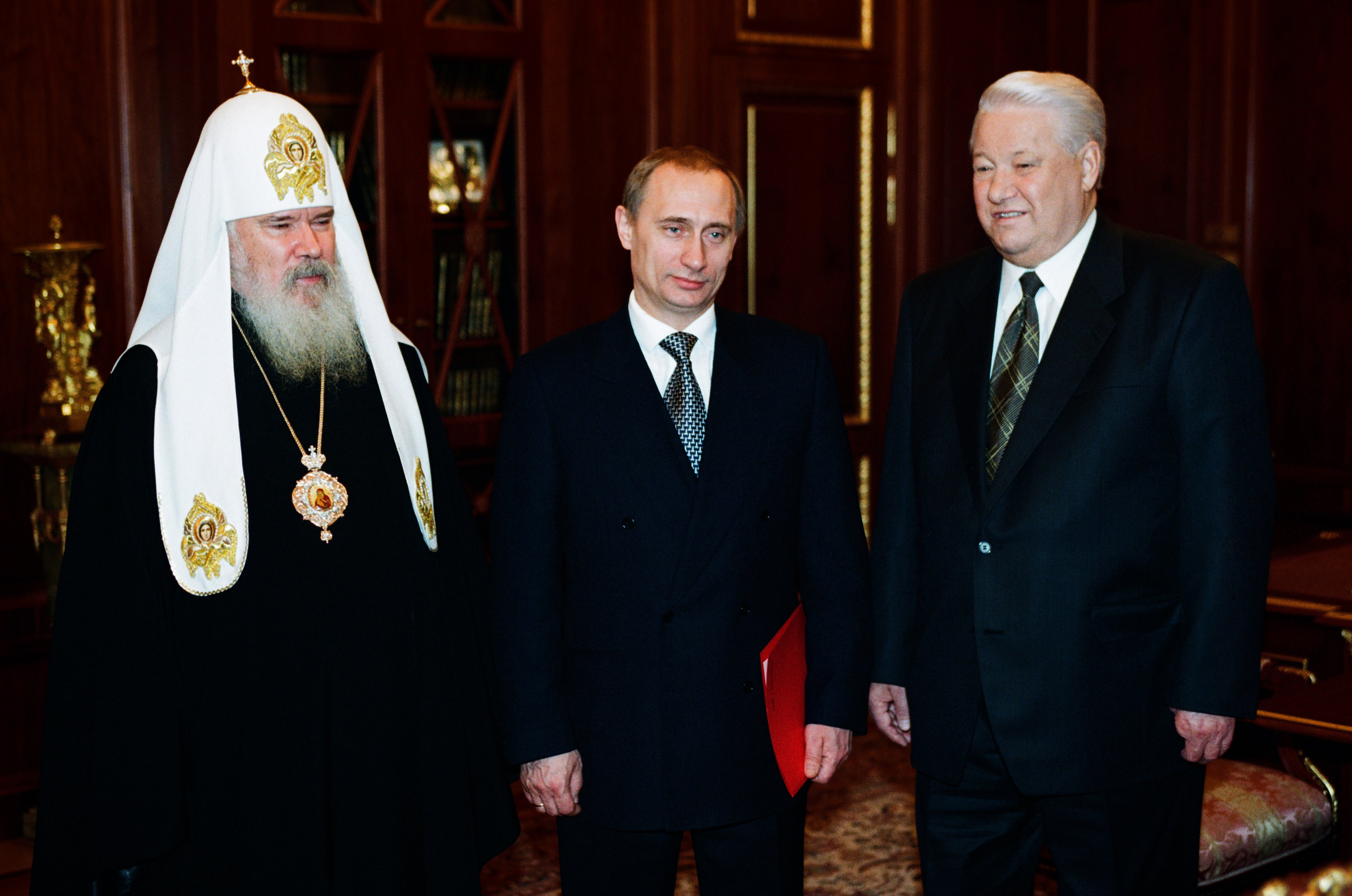
Eltsine avec le patriarche Alexis II de Moscou et le Premier ministre Vladimir Poutine (1999).

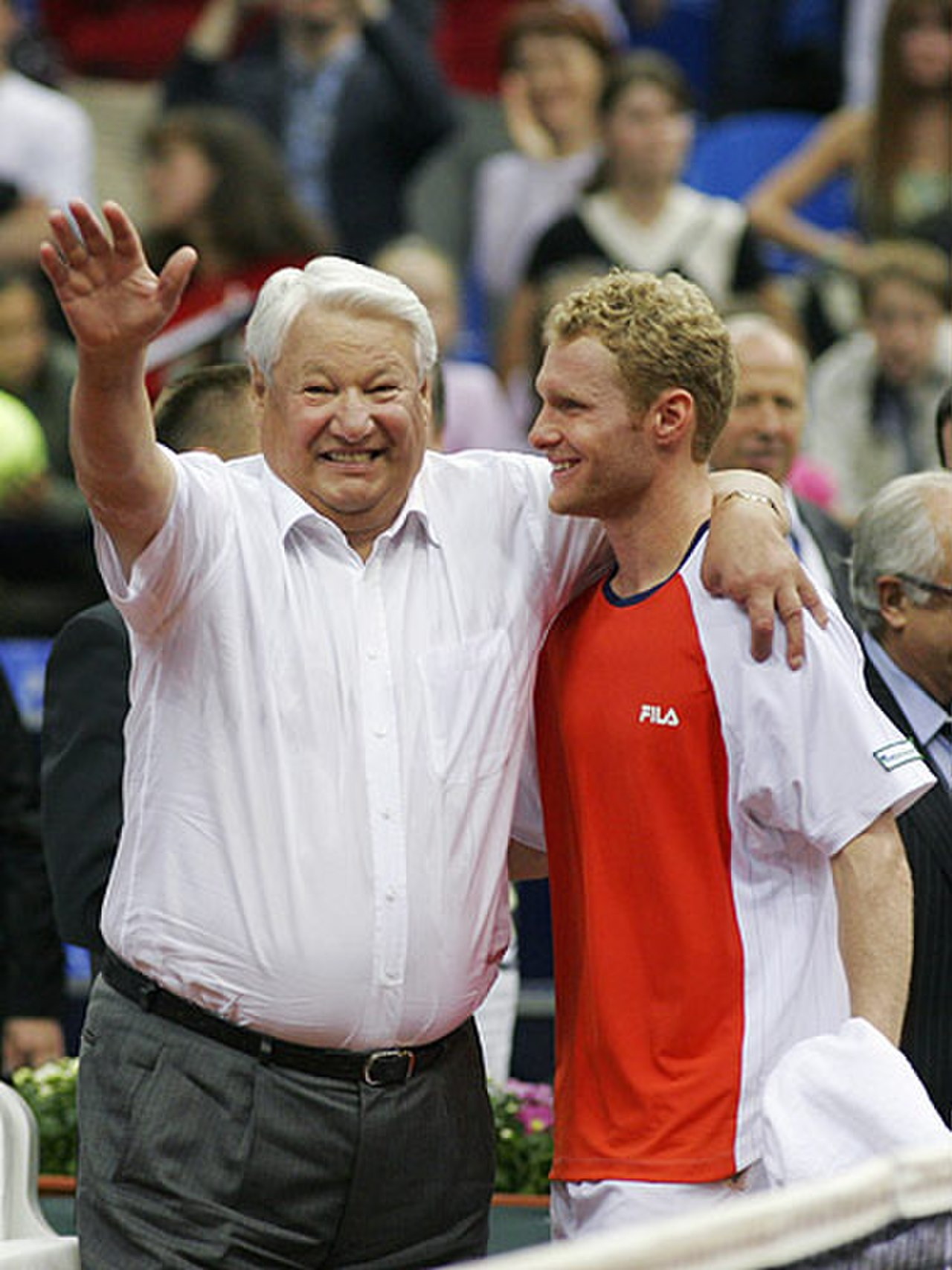
Boris Eltsine et le joueur de tennis Dmitri Toursounov, en 2006.

Boris Eltsine reste président de la Russie jusqu'au 31 décembre 1999, date à laquelle il démissionne pour raisons de santé, convaincu par sa fille et conseillère Tatiana Diatchenko. Conformément à la constitution, son successeur par intérim est le Premier ministre, Vladimir Poutine. L'élection présidentielle est avancée en mars 2000.
Dans ses Mémoires, Eltsine affirme que sa démission fut une décision souveraine, personnelle, prise dans le plus grand secret et qu'elle surprit jusqu'à son entourage le plus proche, y compris sa fille. Cette présentation lénifiante est contestée par Tania Rakhmanova, qui parle de « démission forcée de Boris Eltsine ». La question était à l'ordre du jour dans l'entourage présidentiel. Selon Berezovsky, c'est Valentin Ioumachev, le gendre d'Eltsine, qui aurait eu l'idée de la date de la démission et qui aurait persuadé Eltsine.

### Mort et funérailles
Boris Eltsine, qui s'est retiré de la vie publique après avoir quitté la présidence, meurt le 23 avril 2007, à l'hôpital central de Moscou, à l'âge de 76 ans. Les sources médicales indiquent que sa mort est due à un arrêt cardiaque.

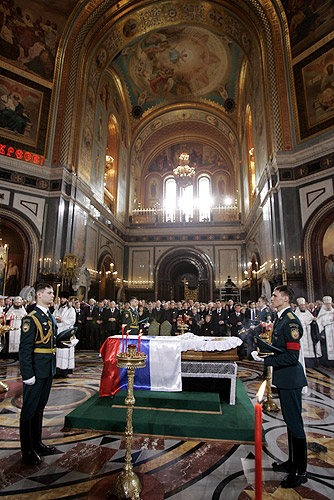
Les obsèques nationales de Boris Eltsine en la cathédrale du Christ-Sauveur de Moscou.

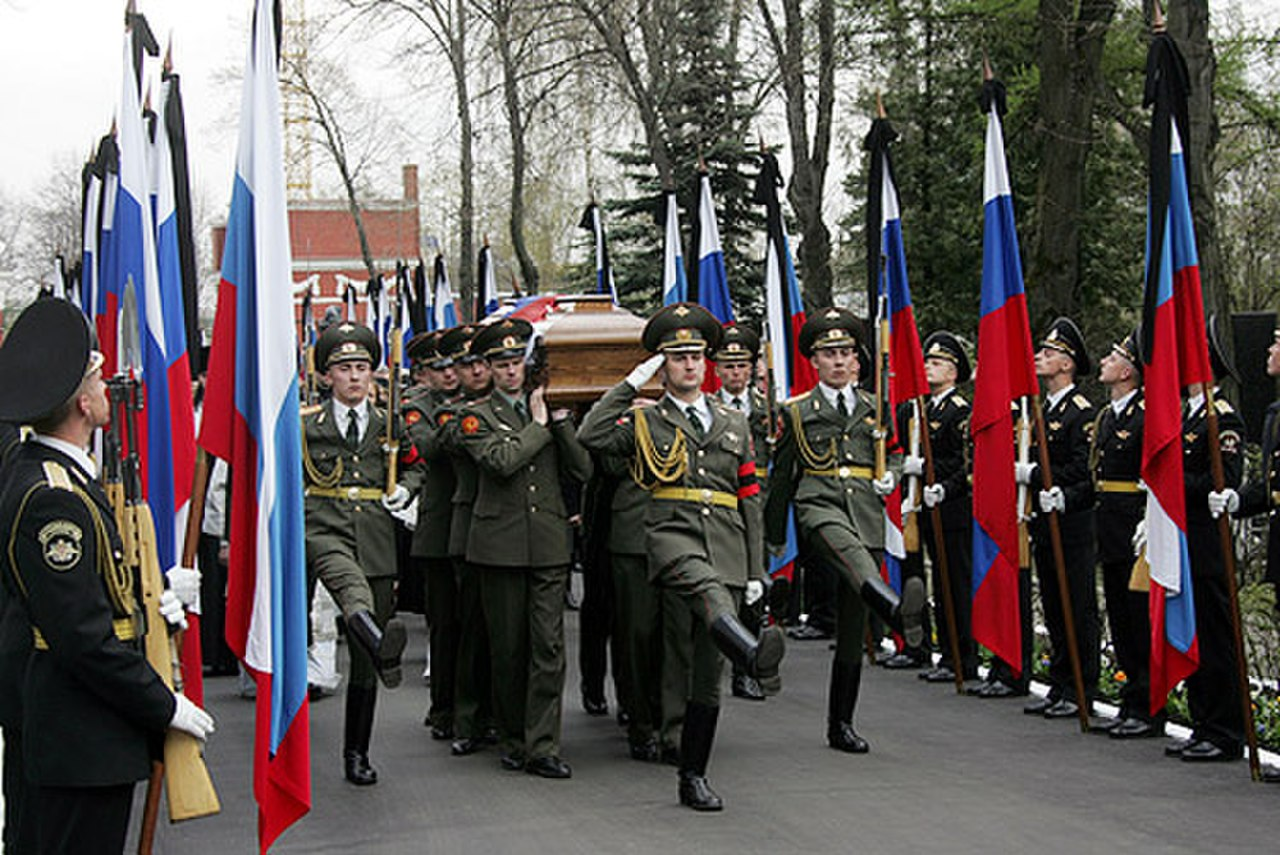
Le cercueil d'Eltsine transporté au cimetière de Novodievitchi.

Le cercueil de Boris Eltsine est porté le 24 avril par une garde d'honneur dans la cathédrale du Christ-Sauveur pour être exposé au public jusqu'au 25 avril en milieu de journée (avec une interruption dans la nuit). Le 25 avril assistent à un hommage solennel : le président russe en exercice Vladimir Poutine, l'ancien président du gouvernement Iegor Gaïdar, l'ancien dirigeant soviétique Mikhaïl Gorbatchev et des personnalités internationales, les anciens présidents américains George H. W. Bush et son successeur Bill Clinton, l'ancien président finlandais Mauno Koivisto, le Polonais Lech Wałęsa, le président du Kazakhstan Noursoultan Nazarbaïev, l'ancien Premier ministre britannique John Major, le Premier ministre ukrainien Viktor Ianoukovytch, le prince Andrew, duc d'York, le ministre français des Affaires étrangères Philippe Douste-Blazy, la présidente de la Cour constitutionnelle espagnole María Emilia Casas, l'ancien président du Conseil italien Giulio Andreotti, l'ambassadeur japonais Yasuo Saitō (en), le président de la Biélorussie Alexandre Loukachenko, le président de l'Arménie Robert Kotcharian, le président de la Lituanie Valdas Adamkus, le Premier ministre du Tadjikistan Oqil Oqilov, le Premier ministre kirghize Almazbek Atambaev, l'ancienne présidente par intérim de la Géorgie Nino Bourdjanadze, le président fédéral allemand Horst Köhler et enfin le président de l'Estonie Toomas Hendrik Ilves.

Le tombeau de Boris Eltsine

Le corps de Boris Eltsine est ensuite transféré au cimetière du monastère Novodevitchi. Le 23 avril 2008, jour de l'anniversaire de sa mort, un monument sous forme du drapeau tricolore russe fut solennellement inauguré par le président du gouvernement, Vladimir Poutine, et le président de la fédération, Dmitri Medvedev.

## État de santé
Durant sa présidence, Boris Eltsine est victime de plusieurs problèmes cardiaques. De nombreux incidents émaillent en outre sa présidence, alimentant les spéculations sur son état de santé et son supposé alcoolisme,.
Le 30 septembre 1994, il crée un incident diplomatique en ne descendant pas de son avion présidentiel arrivé à l'aéroport de Shannon, alors que l’attend le Premier ministre irlandais, Albert Reynolds — accompagné d’une centaine de responsables locaux et russes ainsi que de la garde d'honneur —, ce qui conduit à l’annulation de la rencontre entre les deux hommes. Après que son entourage a évoqué un « léger malaise », le président russe présente ses excuses au chef de gouvernement irlandais et explique que le personnel chargé de le réveiller ne l’a pas fait.
Auparavant, des « refroidissements » et autres divers problèmes de santé ont été avancés pour justifier plusieurs incidents.
Dans ce contexte, les commentaires sur qui dirige réellement la Russie lors des moments de faiblesse du chef de l’État se multiplient dans la presse russe et étrangère.

## Bilan politique

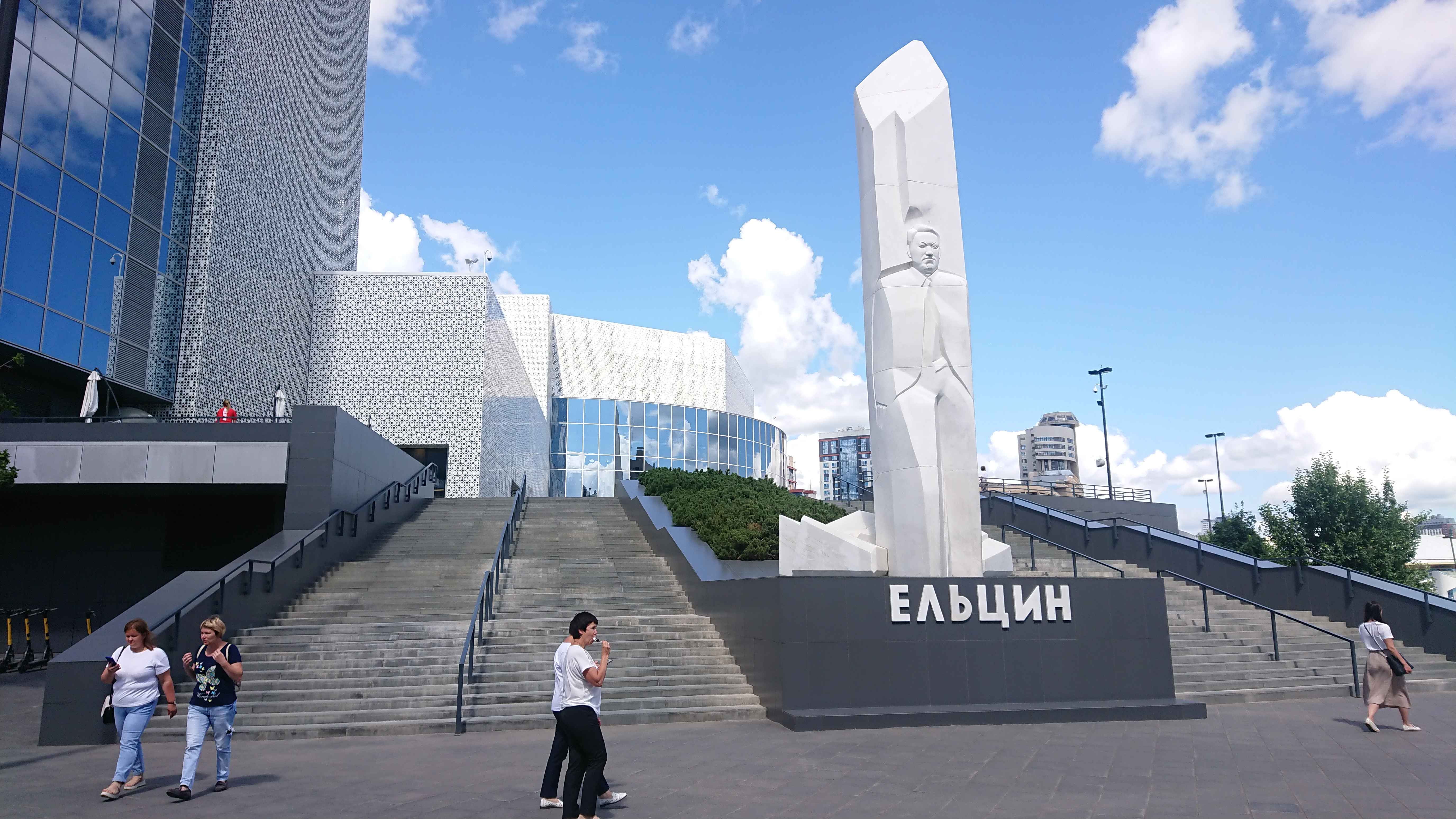
Le Monument à Boris Eltsine à Ekaterinbourg, devant le Centre Eltsine.

La période de la présidence d'Eltsine est globalement considérée comme négative par une grande partie des Russes. Les privatisations massives effectuées dans des conditions douteuses, la « thérapie de choc » (tentative de passage brutal à l'économie de marché), la corruption aux plus hautes sphères du pouvoir (oligarques au sein des instances dirigeantes), les guerres médiatiques entre concurrents politiques et économiques par le biais de groupes de presse aux mains d'intérêts privés, expliquent entre autres l'indifférence et la désapprobation que la population russe ressent à son égard.
En février 2011, le président russe Dmitri Medvedev inaugure une statue à la gloire de Boris Eltsine à Ekaterinbourg, dans l'Oural, région natale d'Eltsine. L'héritage d'Eltsine est interprété différemment en Occident. Certains analystes[Lesquels ?] estiment que le mépris ou la haine des Russes vis-à-vis d'Eltsine et sa bonne réputation en Occident sont dus à sa politique de soutien sans faille aux États-Unis, aux importantes évasions fiscales au bénéfice de pays occidentaux (du Royaume-Uni par des placements financiers en Bourse ou dans des clubs sportifs ; de la France et de l'Espagne par des achats de propriétés, etc.) et au fait que des pans entiers de l'économie russe étaient alors en train de passer entre des mains occidentales (exemple de Ioukos, avec les négociations quasi-achevées, menées par Mikhaïl Khodorkovski, pour revendre cette société pétrolière majeure à un groupe occidental).
Le 25 novembre 2015, a ouvert à Iekaterinbourg, ville où Boris Eltsine a commencé sa carrière politique, le Centre Eltsine (sur le modèle des bibliothèques présidentielles américaines), comprenant les archives de sa présidence, les cadeaux d'État, une bibliothèque et divers documents historiques. C'est l'agence Ralph Appelbaum de New York qui a remporté l'appel d'offre (elle a notamment déjà réalisé le William J. Clinton Presidential Center and Park et le musée juif et centre de tolérance de Moscou).

## Décorations

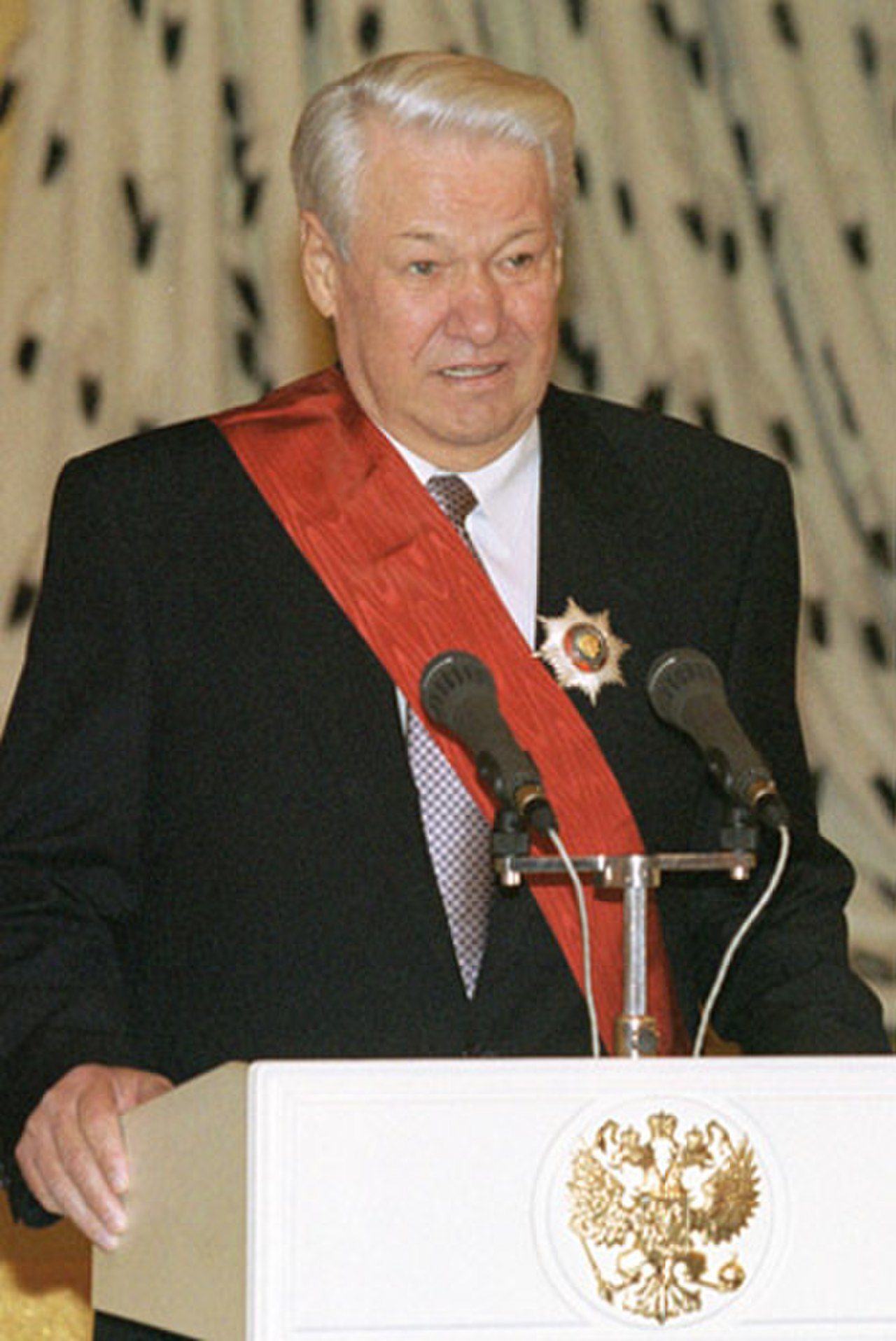
Boris Eltsine au kremlin de Moscou, en 2001.

### Soviétiques
- Médaille de l'ordre de Lénine
- Médaille de l'ordre de l'Insigne d'honneur
- Médaille de l'ordre du Drapeau rouge du Travail

### Russes
- Membre de 1re classe de l'ordre du Mérite pour la Patrie
- Médaille de l'ordre de l'Honneur

### Décorations étrangères
- Grand-croix de l'ordre de Bonne Espérance, Afrique du Sud
- Médaille de l'ordre de Francysk Skaryna, Biélorussie
- Grand-croix de la Légion d'honneur, France
- Grand-croix au grand cordon de l'ordre du Mérite de la République italienne, Italie
- Grand-croix avec collier de l'ordre des Trois Étoiles, Lettonie
- Grand-croix de l'ordre de la Croix de Vytis, Lituanie
- Médaille commémorative du 13 janvier, Lituanie
- Première classe de l'ordre de l'Aigle royal (en), Kazakhstan
- Médaille du courage, Mongolie
- Gand cordon de l'ordre de l'étoile de Bethléem, Palestine
- Médaille du courage, Transnistrie
- Grand-croix de l'ordre du Prince Iaroslav le Sage, Ukraine
- Grand-croix de l'ordre équestre du Saint-Sépulcre de Jérusalem, Vatican

## Publications
- Jusqu'au bout, Paris, Calmann-Lévy, 1990
- Sur le fil du rasoir : Mémoires, Paris, Albin Michel, 1994, 437 p. (ISBN 2-226-06866-X, BNF 35695619)
- Mémoires  (trad. de l'anglais), Paris, Flammarion, octobre 2000, 562 p. (ISBN 2-08-068018-8)

## Dans la fiction
- 2022 : La saison 5 de The Crown met en scène les relations de Boris Eltsine avec le Premier ministre britannique John Major et la reine Élisabeth II ainsi que le rôle du président russe dans l'inhumation des Romanov. Eltsine est interprété par Anatoly Kotenev.